# Panamerikanische Spiele 1971/Teilnehmer (Uruguay)
| Gelbes Symbol für Goldmedaillen mit stilisierten Olympischen Ringen | Graues Symbol für Silbermedaillen mit stilisierten Olympischen Ringen | Braundes Symbol für Bronzemedaillen mit stilisierten Olympischen Ringen |
| ------------------------------------------------------------------- | --------------------------------------------------------------------- | ----------------------------------------------------------------------- |
| —                                                                   | —                                                                     | 3                                                                       |

Uruguay nahm an den VI. Panamerikanischen Spielen 1971 in Cali, Kolumbien, mit einer Delegation von 32 Sportlern teil.
Die uruguayischen Sportler gewannen im Verlauf der Spiele insgesamt drei Bronze-Medaillen.

## Teilnehmer nach Sportarten

### Boxen
- Juan Rivero
- José P. Morotto
- Miguel Prieto
- Miguel Galardoni
- Carlos Franco
Mittelgewicht bis 75 kg: 3. Platz (Bronze)

### Fechten
- Aldo Ponzoni
- José Luis Badano
- Alberto Varela
- Juan Veltroni

### Leichtathletik
- Darwin Piñeyrúa
Hammerwurf: 3. Platz (Bronze)
- Ceres Bertochi
- Ana María Udini
- Josefa Vicent

### Radsport
- Inocencio Balao
- Jorge Juckich
- Juan Machado
- Jorge Correa
- Lino Benech

### Rudern
- Pedro Ciappesoni
Zweier/Langriemen mit Steuermann: 3. Platz (Bronze)
- Roque Martínez
Zweier/Langriemen mit Steuermann: 3. Platz (Bronze)
- Jorge Buenahora
Zweier/Langriemen mit Steuermann: 3. Platz (Bronze)
- Washington Kemayd
- Reinaldo Kutsher

### Schießen
- Enrique Barragán

### Schwimmen
- Susana Saxlund
- Emilio M. Figueroa
- Lylian Castillo
- Ana M. Bercianos
- Felicia Ospitaletche

### Segeln
- Federico Latourrette
- Pedro S. Garra
- Ricardo A. Mignone